# محوطه سالی
محوطه سالی مربوط به سده‌های میانه دوران‌های تاریخی پس از اسلام است و در شهرستان خرم‌آباد، بخش مرکز ی، دهستان کرگاه شرقی، روستای سالی واقع شده و این اثر در تاریخ ۲۲ اسفند ۱۳۸۵ با شمارهٔ ثبت ۱۸۱۳۱ به‌عنوان یکی از آثار ملی ایران به ثبت رسیده است.